# Mistrzostwa Europy w Lekkoatletyce 1954 – bieg na 100 m mężczyzn

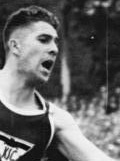
Heinz Fütterer

Bieg na dystansie 100 metrów mężczyzn był jedną z konkurencji rozgrywanych podczas V Mistrzostw Europy w Bernie. Biegi eliminacyjne zostały rozegrane 25 sierpnia, a półfinałowe oraz bieg finałowy 26 sierpnia 1954 roku. Zwycięzcą tej konkurencji został reprezentant RFN Heinz Fütterer. W rywalizacji wzięło udział trzydziestu pięciu zawodników z dwudziestu reprezentacji.

## Rekordy
| Rekord świata     | Jesse Owens (USA)              | 10,2 | Chicago, Stany Zjednoczone | 20.06.1936 |
| Rekord Europy     | Emmanuel McDonald Bailey (GBR) | 10,3 | Belgrad, Jugosławia        | 25.08.1951 |
| Rekord mistrzostw | Orazio Mariani (ITA)           | 10,4 | Paryż, Francja             | 03.09.1938 |
| Rekord mistrzostw | Wil van Beveren (NED)          | 10,4 | Paryż, Francja             | 03.09.1938 |

## Wyniki

### Eliminacje
Bieg 1
| Miejsce | Zawodnik      | Czas | Uwagi |
| ------- | ------------- | ---- | ----- |
| 1       | George Ellis  | 10,9 | Q     |
| 2       | Jan Carlsson  | 10,9 | Q     |
| 3       | Angeł Kolew   | 10,9 |       |
| 4       | Kurt Heidrich | 11,2 |       |
| 5       | József Senkei | 11,2 |       |

Bieg 2
| Miejsce | Zawodnik             | Czas | Uwagi |
| ------- | -------------------- | ---- | ----- |
| 1       | Heinz Fütterer       | 10,7 | Q     |
| 2       | Jacques Derderian    | 11,0 | Q     |
| 3       | Nikolaos Georgopulos | 11,0 |       |
| 4       | Aleksandar Benjak    | 11,1 |       |
| –       | Nikodem Goździalski  | DQ   |       |

Bieg 3
| Miejsce | Zawodnik           | Czas | Uwagi |
| ------- | ------------------ | ---- | ----- |
| 1       | Leonhard Pohl      | 10,8 | Q     |
| 2       | Kenneth Jones      | 10,9 | Q     |
| 3       | Lewan Sanadze      | 11,0 |       |
| 4       | Jacques Vercruysse | 11,1 |       |

Bieg 4
| Miejsce | Zawodnik      | Czas | Uwagi |
| ------- | ------------- | ---- | ----- |
| 1       | Theo Saat     | 10,9 | Q     |
| 2       | Ilarie Magdas | 11,0 | Q     |
| –       | Gert Lemmes   | DQ   |       |

Bieg 5
| Miejsce | Zawodnik          | Czas | Uwagi |
| ------- | ----------------- | ---- | ----- |
| 1       | László Zarándi    | 10,8 | Q     |
| 2       | Hayo Rulander     | 11,0 | Q     |
| 3       | Roland Vercruysse | 11,2 |       |
| 4       | Angeł Gawriłow    | 11,2 |       |
| 5       | Tomás Paquete     | 11,2 |       |

Bieg 6
| Miejsce | Zawodnik               | Czas | Uwagi |
| ------- | ---------------------- | ---- | ----- |
| 1       | René Bonino            | 10,8 | Q     |
| 2       | Hans Wehrli            | 10,9 | Q     |
| 3       | Guðmundur Vilhjálmsson | 11,2 |       |
| 4       | Alexandru Stoenescu    | 11,2 |       |

Bieg 7
| Miejsce | Zawodnik           | Czas | Uwagi |
| ------- | ------------------ | ---- | ----- |
| 1       | Zdobysław Stawczyk | 11,0 | Q     |
| 2       | Wiktor Riabow      | 11,0 | Q     |
| 3       | Josef Wimmer       | 11,1 |       |
| –       | Muzaffer Selvi     | DQ   |       |

Bieg 8
| Miejsce | Zawodnik           | Czas | Uwagi |
| ------- | ------------------ | ---- | ----- |
| 1       | Václav Janeček     | 11,0 | Q     |
| 2       | Ásmundur Bjarnason | 11,1 | Q     |
| 3       | Milovan Jovančić   | 11,2 |       |
| 4       | Joseph Huber       | 11,3 |       |
| 5       | Todori Yordanidis  | 11,5 |       |

### Półfinały
Półfinał 1
| Miejsce | Zawodnik           | Czas | Uwagi |
| ------- | ------------------ | ---- | ----- |
| 1       | Heinz Fütterer     | 10,5 | Q     |
| 2       | Jan Carlsson       | 10,7 | Q     |
| 3       | Hayo Rulander      | 10,7 |       |
| 4       | Kenneth Jones      | 10,7 |       |
| 5       | Ásmundur Bjarnason | 10,9 |       |
| –       | Jacques Derderian  | DNS  |       |

Półfinał 2
| Miejsce | Zawodnik      | Czas | Uwagi |
| ------- | ------------- | ---- | ----- |
| 1       | Leonhard Pohl | 10,7 | Q     |
| 2       | George Ellis  | 10,7 | Q     |
| 3       | Wiktor Riabow | 10,7 |       |
| 4       | Hans Wehrli   | 10,7 |       |
| 5       | Ilarie Magdas | 10,9 |       |

Półfinał 3
| Miejsce | Zawodnik           | Czas | Uwagi |
| ------- | ------------------ | ---- | ----- |
| 1       | René Bonino        | 10,7 | Q     |
| 2       | Theo Saat          | 10,8 | Q     |
| 3       | László Zarándi     | 10,9 |       |
| 4       | Václav Janeček     | 10,9 |       |
| 5       | Zdobysław Stawczyk | 11,0 |       |

### Finał
| Miejsce | Zawodnik       | Czas |
| ------- | -------------- | ---- |
| 1       | Heinz Fütterer | 10,5 |
| 2       | René Bonino    | 10,6 |
| 3       | George Ellis   | 10,7 |
| 4       | Leonhard Pohl  | 10,7 |
| 5       | Jan Carlsson   | 10,7 |
| 6       | Theo Saat      | 11,1 |